# کارتون نتورک (کانالی استرالیایی و نیوزیلندی)
کارتون نتورک (به انگلیسی: Cartoon Network) یک کانال تلویزیونی اشتراکی به زبان انگلیسی برای کشورهای استرالیا و نیوزیلند می‌باشد که توسط شرکت ترنر در ۳ اکتبر ۱۹۹۵ ایجاد شد.